# لا تشهد على قريبك شهادة زور
«لَا تَشْهَدْ عَلَى قَرِيبِكَ شَهَادَةَ زُورٍ» هي الوصية التاسعة من الوصايا العشر في الكتاب المقدس العبري، والتي كُتبت على ألواح موسى. تُعتبر هذه الوصايا ضروريات أخلاقية، ولا تزال تعتبر قانونًا قابلاً للإنفاذ من قبل البعض. ويصف سفر الخروج الوصايا العشر على أنها كلام الرب، نقشت على لوحين حجريين بإصبع الرب، كسرها موسى، وأعاد الرب كتابتها على أحجار بديلة.
تُعتبر الوصية نهيًا عن الكذب وبالأخص شهادة الزور، اليوم في معظم الثقافات يختلف مفهوم الكذب بشكل عام عن مفهوم شهادة الزور والذي هو أمر غير قانوني دائمًا بموجب القانون الجنائي وقابل للعقاب. في التعاليم اليهودية يجوز الكذب بشكل عام في ظروف معينة أو حتى أحيانًا يستحق الثناء، ويُعتبر «كذب أبيض»، لكن بشرط ألا يكون الكذب تحت القسم أو يضر شخص آخر.
تنبثق هذه الوصية من أمر الرب لبني إسرائيل أن يشهدوا على ألوهيته، وألا يكتموا الحقيقة، لا بالكلمة ولا بالفعل عن رفض التزام الذات بالاستقامة الأخلاقية: فهي خيانة أساسية للرب، وبهذا المعنى، فإنها تقوض أسس العهد مع الرب.